# Trauma chez les enfants gazaouis

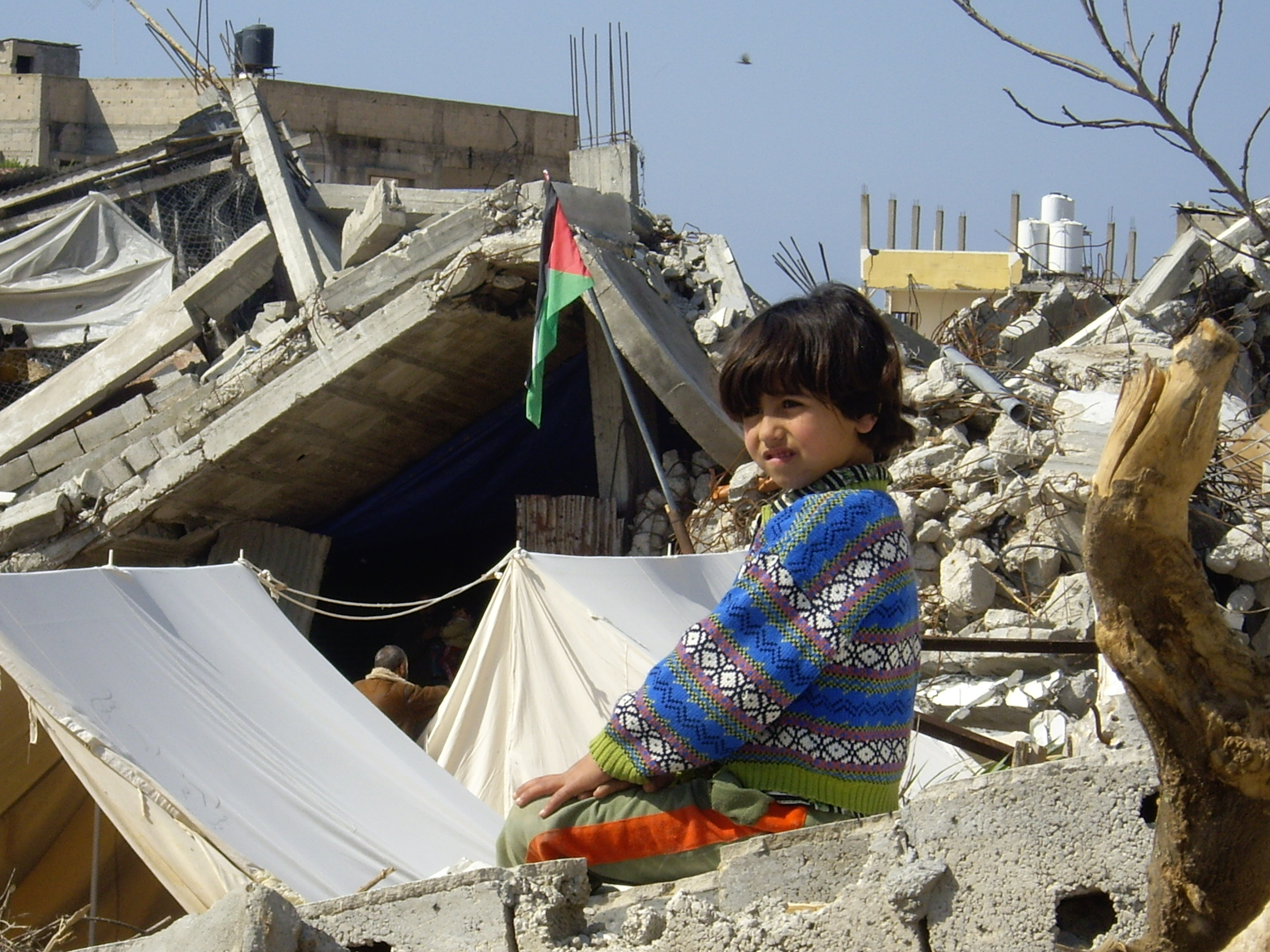
Un enfant assis sur des ruines après la Guerre de Gaza de 2008-2009.

Les psychotraumatismes des enfants et adolescents dans la bande de Gaza au XXIe siècle sont courants. Cette prévalence est liée aux cycles de violence qui perdurent et qu'ils subissent lors du conflit israélo-palestinien.

## Historique
En 2020, une étude de la revue Frontiers in Psychiatry révèle que les enfants et les adolescents qui grandissent dans des situations de violence politique et de terrorisme sont exposés à des conséquences dommageables pour leur développement et à des effets psychologiques intenses, qui peuvent à leur tour entraîner une symptomatologie psychiatrique. 
La même étude indique que 88 % des enfants gazaouis ont vécu un traumatisme psychologique personnel, le même nombre ayant vu la démolition de biens, et environ 85 % d'entre eux ont été témoins de traumatismes subis par d’autres personnes. Par ailleurs, l’accès à des soins de santé mentale au sein de la bande de Gaza est particulièrement difficile.
L'ONG Save the Children, à la suite des quatre conflits de 2009, 2012, 2014 et 2021, considère que l'exposition répétée à la violence affecte la santé mentale des enfants gazaouis, ces derniers, : « font des crises de terreur, ils souffrent du manque de sommeil, montrent des signes psychiques inquiétants, comme des tremblements, et se remettent à faire pipi au lit ». Selon Save the Children, en 2022, 84 % des enfants souffrent d’anxiété, alors qu'en 2018 ils étaient 50 %. Plus de la moitié évoquent des idées suicidaires et trois enfants sur cinq s’automutilent,.
Dans un article de Haaretz en 2022, le psychiatre Sam Owaida estime que le terme de syndromes post-traumatiques n'est pas assez exact dans le contexte de Gaza, où « le traumatisme est continu ».
En 2024, l’Unicef estime que la presque totalité des enfants gazaouis, immergés dans une « violence extrême », ont « besoin d’un soutien psychosocial et d’une aide psychologique ». Une étude sur les traumatismes subis par les enfants indique, en décembre 2024, que 96 % d'entre eux pensent que leur mort est imminente et que près de la moitié souhaitent mourir.

## Publications scientifiques

### Prévalence
Selon une revue de la littérature médicale de 2011:
« A number of epidemiological studies have established the psychological impact of war trauma that included PTSD reactions ranging from 10 to 71%, anxiety symptoms of clinical significance between 21 and 34%, and depression symptoms of up to 40%, depending on the extent of exposure and sampling characteristics. »
« Un certain nombre d'études épidémiologiques ont établi l'impact psychologique des traumatismes de guerre, à savoir des réactions de stress post-traumatique touchant de 10 à 71 % de la population des mineurs, des symptômes d'anxiété d'importance clinique en affectant de 21 à 34 %, et jusqu'à 40 % pour les symptômes de dépression, en fonction de l'ampleur de l'exposition et des caractéristiques de l'échantillonnage. »

### Rôle du conflit
Selon un article de revue de 2023:
« The determinants of traumatic stress that increased the of mental health problems were also identified, including exposure to violence and destruction, loss of family members and friends. »
« Les facteurs déterminants du stress traumatique, qui augmentent le risque de problèmes de santé mentale, incluent notamment l'exposition à la violence et à la destruction, et la perte de membres de la famille et d'amis. »